# Ernst August 1. af Hannover
Ernst August 1. (5. juni 1771 – 18. november 1851) var konge af Hannover fra 1837 til 1851.
Han var søn af kong Georg 3. af Storbritannien og Charlotte af Mecklenburg-Strelitz. Han blev født i London men blev sendt til Tyskland i sine ungdomsår for at modtage sin uddannelse og militære træning. Under Revolutionskrigene havde han en kort militær karriere, der blandt andet gav ham flere skæmmende ar i ansigtet. I 1799 fik han tildelt titlen hertug af Cumberland og Teviotdale. Under sin tid i England var han kendt som fortaler for yderligtgående Tory synspunkter og for et skandaleombrust privatliv.
Da kong Vilhelm 4. af Storbritannien døde i 1837, arvede hans niece Victoria den britiske trone. Kongeriget Hannover i Tyskland, der siden 1714 havde delt monark med Storbritannien, overgik derimod til Ernst August, da arvefølgen i Hannover fulgte den saliske lov, hvor kvinder var udelukket fra arvefølgen.
Ernst August var den første konge af Hannover, der var bosat i landet. Han nægtede straks at anerkende landets frisindede forfatning fra 1833 og undertrykte enhver opposition til sit styre. I 1840 udstedte han en ny og langt mere konservativ forfatning.

## Biografi

### Barndom og ungdom
Ernst August blev født den 5. juni 1771 på Buckingham House i London som det ottende barn og den femte søn af kong Georg 3. og dronning Charlotte af Storbritannien og Irland. Han blev døbt den 1. juli 1771 på St James's Palace i London med navnet Ernst August, der også havde været navnet på hans forfader kurfyrst Ernst August af Hannover, far til kong Georg 1. af Storbritannien, den første britiske konge fra Huset Hannover.
Efter sine tidligste år boede han sammen med sine to yngre brødre, prins August Frederik (senere hertug af Sussex) og prins Adolf (senere hertug af Cambridge) samt en tutor i et hus på Kew Green, nær deres forældres residens på Kew Palace i Kew Gardens ved bredden af Themsen sydvest for London.
Han blev undervist hjemme, til han i 1786 som 15-årig sammen med sine to yngre brødre blev sendt til Tyskland for at påbegynde sin uddannelse på universitetet i Göttingen, der var beliggende i hans fars besiddelse i Hannover. Ernst August var en flittig studerende, og efter at være blevet undervist privat i et år, mens han lærte tysk, deltog han i forelæsninger på universitetet. Før han forlod Göttingen, forfattede Ernst et formelt takkebrev til universitetet og skrev til sin far: "Jeg ville være en af de mest utaknemmelige mænd, hvis jeg nogensinde glemte alt, hvad jeg skylder Göttingen og dets professorer." Selvom kong Georg havde givet ordre til, at de studerende prinsers husstand skulle drives efter militære linjer, og at de skulle følge universitetets regler, viste de lokale handlende sig kun alt for villige til at yde prinserne kredit, og alle tre stiftede gæld.
I 1790 bad Ernst August sin far om tilladelse til at træne med den preussiske hær. Det blev afslået, og i stedet blev han i 1791 sammen med prins Adolf sendt fra Göttingen til Hannover, hvor de gennemgik en omfattende militær træning under opsyn af feltmarskal Wilhelm von Freytag. Her lærte Ernst August kavaleriøvelser og taktik og viste sig at være en fremragende rytter såvel som en god skytte. Efter kun to måneders træning var Freytag så imponeret over prinsens fremskridt, at han gav ham en plads i kavaleriet som kaptajn. Det var egentlig meningen, at Ernst August herefter skulle have modtaget træning i infanteriet, men kongen, som også var imponeret over sin søns dygtighed, tillod ham at forblive hos kavaleriet.
I marts 1792 udnævnte kongen prins Ernst August til oberst i de 9. hannoveranske lette dragoner. Herefter havde han en kort militær karriere under den Første Koalitionskrig, hvor han gjorde tjeneste i Nederlandene under sin storebror prins Frederik, hertug af York og Albany, der dengang var kommandør over de kombinerede britiske, hannoveranske og østrigske styrker. Da han kom i kamp nær den vallonske by Tournai i august 1793, pådrog han sig et sabelsår i hovedet, hvilket resulterede i et permanent skæmmende ar i ansigtet. Under Slaget ved Tourcoing i Nordfrankrig den 18. maj 1794 blev hans venstre arm skadet af en kanonkugle, der passerede tæt forbi ham. I dagene efter slaget falmede synet på hans venstre øje, og i juni blev han for første gang siden 1786 sendt til Storbritannien for at rekonvalescere. Han vendte tilbage det følgende år og kommanderede bagtroppen under den britiske hærs tilbagetog gennem Holland.

### Hertug af Cumberland
Den 23. april 1799 blev han af sin fader udnævnt til hertug af Cumberland og Teviotdale samt til jarl af Armagh. Samtidig fik han tildelt en apanage på 12.000 £ om året. Selvom han blev udnævnt til generalløjtnant i både de britiske og hannoveranske styrker, forblev han i England, hvor han nu havde sæde i Overhuset og gik ind i politik.
Ernst August var tidens mindst populære medlem af den britiske kongefamilie. Hans personlighed og udseende gav anledning til flere rygter. Han skulle have slået sin tjener ihjel i 1810 og haft et incestuøst forhold til sin søster, der resulterede i et barn. Nogle historikere accepterer påstandene, mens andre afviser dem.
Fra sit sæde i Overhuset, hvor han tilbragte en stor del af sin tid, var han fortaler for yderligtggående Tory synspunkter. Han bekæmpede katolikkernes ligestilling, lige som han forgæves søgte at bane vej for sin egen tronbestigelse efter sin bror Vilhelm 4. i stedet for sin niece Victoria.

### Ægteskab
I 1815 blev han gift med sin kusine prinsesse Friederike af Mecklenburg-Strelitz. Ægteskabet var et inklinationsparti, og parret havde forelsket sig i hinanden, mens Friederike var gift med en tysk prins. Det gjorde ægteskabet upopulært, og rygtet ville vide, at prinsessen havde forgivet sin første mand for at gifte sig med Ernst August.

### Konge af Hannover
Den 20. juni 1837 døde Ernst Augusts storebror, kong Vilhelm 4. Han blev fulgt på den britiske trone af sin niece, Victoria, men da Kongeriget Hannover, der havde været i personalunion med Storbritannien, fulgte den Saliske lov, hvor kvinder ikke kunne arve tronen, blev Ernst August her, som nærmeste mandlige slægtning, konge af Hannover. Den 28. juni 1837 gjorde Ernst August under en triumfbue sit indtog i sit nye kongerige. For første gang i over et århundrede ville Hannover have en hersker, der boede i landet.
Ernst August 1.s regeringstid blev generelt en succes, og han var en populær og afholdt monark i Hannover i de 14 år, han sad på tronen.
En af Ernst August første handlinger som konge var at sætte den liberale forfatning af 1833 ud af kraft. Det gav anledninger til en del protester. I 1840 gav han landet en ny forfatning, som dog i lyset af martsurolighederne i 1848 atter ændredes i mere liberal retning.
Han arbejdede energisk på at modernisere landet, som under hans styre fik forbedrede sanitære forhold og gasbeslysning. Ligeledes var hans interesse og støtte til jernbanen til megen gavn for nationen.
Ernst August forblev upopulær i England, og hans eneste besøg i landet, efter han blev konge i 1843, gav anledning til flere familieskænderier.
Ernst August 1. døde i 1851 efter længere tids sygdom og blev begravet i et mausoleum i byen Hannover.

## Titler og prædikater
5. juni 1771 – 29. august 1799: Hans kongelige højhed prins Ernst August
29. august 1799 – 20. juni 1837: Hans kongelige Højhed hertugen af Cumberland og Teviotdale
20. juni 1837 – 18. november 1851: Hans majestæt kongen af Hannover

## Børn
| Portræt                                | Navn                                                                             | Født                                   | Død                                    | Gift med                                             | Børn |
| Med Frederikke af Mecklenburg-Strelitz | Med Frederikke af Mecklenburg-Strelitz                                           | Med Frederikke af Mecklenburg-Strelitz | Med Frederikke af Mecklenburg-Strelitz | Med Frederikke af Mecklenburg-Strelitz               | Med Frederikke af Mecklenburg-Strelitz                                                                         |
| -------------------------------------- | -------------------------------------------------------------------------------- | -------------------------------------- | -------------------------------------- | ---------------------------------------------------- | --- |
|                                        | Georg 5. Konge af Hannover 1851–1878 Georg Friedrich Alexander Karl Ernst August | 27. maj 1819                           | 12. juni 1878                          | Gift i 1843 med Marie Prinsesse af Sachsen-Altenburg | - Ernst August, Kronprins af Hannover - Friederike, Freifrau von Pawel-Rammingen - Prinsesse Marie af Hannover |